# Никица Корубин
Никица Корубин (на македонска литературна норма: Никица Корубин) е политик от Северна Македония.

## Биография
Родена е на 22 май 1976 година в град Скопие, тогава в Социалистическа федеративна република Югославия. Завършва археология и история на изкуството в Скопския университет.
На 31 май 2017 година замества Дамян Манчевски от СДСМ като депутат от Либерално-демократическата партия в Събранието на Република Македония. Влиза в конфликт с председателя на ЛДП Горан Милевски и от 17 декември 2018 година до края на мандата през юни 2020 година е независим депутат.
През 2022 и 2023 година Никица Корубин публично и последователно осъжда антибългарските кампании в Северна Македония.